# Szörényi Erzsébet
Szörényi Erzsébet (Bártfafürdő, 1904. június 27. – Budapest, 1987. május 17.) magyar geológus, paleontológus, egyetemi tanár, a föld- és ásványtani tudományok doktora (1954). Szörényi Imre orvos, biokémikus, egyetemi tanár nővére.

## Élete
Szörényi Tivadar (1863–1951) orvos és Schvitzer Berta lánya. 1927-ben a Pázmány Péter Tudományegyetemen tanári oklevelet, majd egy évvel később a budai márga őslénytani feldolgozásának témaköréből doktori diplomát szerzett. Az első női kutató volt, akit 1927-ben a Földtani Intézetben alkalmaztak gyakornoki minőségben. 1939 júniusában elbocsátották zsidó származása miatt, s a háborút követően, 1945-ben rehabilitálták. 1946 és 1949 között a kijevi és a leningrádi akadémiai kutatóintézetekben ösztöndíjasként őslénytani tanulmányokat folytatott. A Földtani Intézetben előbb kutatásszervezési feladatokkal (1950), majd 1968-os nyugdíjazásáig kizárólag paleontológiával foglalkozott. Közben az őslénytani osztály vezetője, 1960-tól tudományos főmunkatársa lett. Az Eötvös Loránd Tudományegyetem 1951-ben őslénytani magántanárrá habilitálta, s 1954-ben a föld- és ásványtani tudományok doktora lett. Tudományos munkássága az Echinoidea kutatására irányult, főként a hazai kréta és paleogén képződményeket vizsgálta. Jelentős az észak-kaukázusi paleogén és a nyugat-ukrajnai miocén tengeri sün feldolgozása. Kidolgozta és 1955-ben publikálta az időtálló morfológiai nomenklatúrát. Elsőként állított össze középfokú oktatáshoz őslénytani jegyzetet. 1923-ban a Magyarhoni Földtani Társulat tagjává választották.
Nevét új faj, a Scutella szoerenyiae viseli.

## Főbb művei
- Podolia miocén tengeri sünfaunája (Budapest, 1953)
- Bakonyi kréta Echinoideák (Geologica Hungarica Series Paleontologica, Budapest, 1955)
- Magyarországi eocén Echinoideák (Budapest, 1973)

## Díjai, elismerései
- Szabó József-emlékérem (1961)[3]